# 1335
1335 (MCCCXXXV) var ett normalår som började en söndag i den julianska kalendern.

## Händelser

### Januari
- 28 januari – Magnus Eriksson avskaffar träldomen i Västergötland och Värmland genom Skara stadga.

### Oktober
- Oktober – Magnus Eriksson gifter sig med Blanka av Namur (drottning Blanka).

### Okänt datum
- Magnus Eriksson rider eriksgata.
- I Skänninge stadga anbefalls att tavernor och "sömnhärbärgen" skall upprättas längs de svenska vägarna.
- Nils Asbjörnsson (Sparre) erhåller kunglig bekräftelse på det intresseområde i Piteå som han tilldelats av ärkebiskop Olov Björnsson.

## Födda
- Början av året – Bo Jonsson (Grip), svensk väpnare och riksråd, drots 1371–1386 (född senast vid denna tid).
- 24 maj – Margareta av Böhmen, drottning av Ungern.
- Tiphaine Raguenel, bretonsk astrolog.

## Avlidna
- 19 oktober – Elisabeth Rikissa av Polen, drottning av Böhmen och drottning av Polen.
- Bettina d'Andrea, italiensk professor i juridik och filosofi.